# Правовая статистика
Правовая статистика — система концепций и методов общей теории  статистики, применяемых к области изучения  правонарушений и мер социального контроля над ними.
Правовая статистика является одной из отраслей статистической науки, которая своими показателями отображает количественную сторону разных социальных явлений, связанных с применением норм права и реализацией правовой ответственности: характеризует уровень, структуру и динамику, причины и условия проявлений разных правонарушений и мероприятия по борьбе с ними в конкретных условиях и пространства и времени.
Показатели правовой статистики дают возможность определить уровень правопорядка в обществе благодаря цифровой характеристике всех правонарушений, рассмотренных правоохранительными органами. Используя данные правовой статистики, можно также охарактеризовать деятельность органов внутренних дел, прокуратуры, органов суда, исправительно-трудовых учреждений, хозяйственных судов, нотариата и других органов, которые выполняют функции юрисдикции, обнаружить недостатки, которые имели место в работе этих органов.

## Виды правовой статистики
- уголовно-правовая статистика — изучает количественную сторону  преступности, судимости и деятельности государственных органов по борьбе с преступностью, предупреждению преступных проявлений и исправлению правонарушителей[1].
- гражданско-правовая статистика — осуществляет учёт гражданско-правовых споров, которые находятся на разрешении судов общей юрисдикции и арбитражных судов, а также учет результатов деятельности данных органов.
- административно-правовая статистика — занимается учетом административных правонарушений по их видам, причиненному ущербу, характеру административных взысканий, органам административной юрисдикции и арбитражных судов, а также учет результатов деятельности данных органов.
- арбитражно-правовая статистика - изучает количественную информацию о хозяйственных спорах, хозяйствующих субъектах, разрешаемых в процессе отправления арбитражных правоотношениях.